# Castello di Scipione
Das Castello di Scipione, auch bekannt als Castello Pallavicino, ist eine mittelalterliche Burg in Scipione Castello, einem Ortsteil der Gemeinde Salsomaggiore Terme in der Provinz Parma.

## Geschichte

### Bis in die Neuzeit
Die ursprüngliche Burg wurde im Jahr 1025 von Adalberto II. Pallavicino auf den Überresten einer römischen Villa errichtet. Die Villa soll der Überlieferung nach dem Konsul Gnaeus Cornelius Scipio Calvus, einem Onkel von Publius Cornelius Scipio Africanus, dem Feldherrn, der Karthago zerstörte, gehört haben, weshalb sie nach den Scipionen benannt wurde.
Die erhöht liegende Festung bildete einen Teil des Verteidigungssystems der Familie Pallavicino, die ein Gebiet zwischen Parma, Cremona und Piacenza beherrschte, den „Stato Pallavicino“. Die Pallavicini kontrollierten die Produktion von Salz, das aus artesischen Brunnen im nahegelegenen Tal von Salsomaggiore gewonnen wurde. In dieser Zeit erhielt die Festung den Beinamen Castello del Sale (Salzburg).
Im Jahr 1267, zur Zeit der Kämpfe zwischen Ghibellinen und Guelfen, wurde die Burg mehrmals von Familien aus Piacenza angegriffen und später, 1403 und 1407, von den Guelfenfamilien Rossi, Da Correggio und Terzi. 1447 wurde sie von den Brüdern Lodovico und Giovanni Pallavicino umgebaut, um sich gegen Angriffe mit Feuerwaffen besser schützen zu können. Aus dieser Zeit stammen der Rundturm und verstärkte Mauern, und es entstanden Kerker, die erhalten geblieben sind.
In der Mitte des 17. Jahrhunderts wurde die Burg zu einem eleganten Adelssitz umgestaltet, indem eine Panoramaloggia angebaut, das Eingangsportal zum Ehrenhof geöffnet wurde und die Innenräume mit Täfelungen und Fresken ausgestaltet wurden. 1776 heiratete Dorotea Pallavincino den Herzog Carlo Sforza Fogliani d’Aragona, wodurch das Castello in den Besitz seiner Familie überging. Ihre Nachkommen bewohnten das Schloss, bis Clelia Sforza Fogliani d’Aragona im frühen 20. Jahrhundert kinderlos starb. Kurz vor ihrem Tod schenkte sie die Burg der Opera Nazionale Orfani di Guerra, die es als Heim für Waisenkinder des Ersten Weltkriegs nutzte. 1922 wurde das Castello zum „Nationalmonument“ erklärt.

### Seit dem 20. Jahrhundert

#### Faschistisches Internierungslager
Im Juli 1940 wurde von den Faschisten in der Festung ein Internierungslager eingerichtet. Es war zunächst für 200 Inhaftierte ausgelegt. Die ersten Gefangenen in Scipione waren vor allem als Regimegegner eingestufte Italiener, in kleinerer Zahl auch ausländische Juden und Angehörige von Feindstaaten. Bereits einen Monat später begann man die Internierten zu verlegen und im September wurde das Lager geschlossen.
In der zweiten Augusthälfte 1942 wurde das Lager wiedereröffnet und dort ausschließlich Slawen aus Slowenien, Dalmatien und zu einem kleinen Teil aus Julisch Venetien eingesperrt. Im sogenannten Slawen-Lager herrschten erbärmliche Zustände, insbesondere aufgrund der chronischen Lebensmittelknappheit sowie der feuchten und unbeheizten Burgräume im Winter 1942/43. Zwischen Juni und Juli 1943 wurden 128 Gefangene in andere Lager verlegt. Anschließend wurden knapp 150 Internierte, darunter auch einige Frauen, aus dem Lager auf Lipari auf die Burg verlegt. Ende Juli 1943 wurde mit 173 Personen die größte Anzahl an Gefangenen im Lager erreicht.
Zum Zeitpunkt des Waffenstillstands von Cassibile befanden sich noch etwa 150 Gefangene auf der Burg. In den Wirren der darauffolgenden Tage gelang 31 von ihnen die Flucht. Nach Übernahme durch die Deutschen wurden zunächst weitere Gefangene freigelassen, die in den Augen der Deutschen aus minderen Gründen eingesperrt waren.
Ab Ende 1943 sperrten die Deutschen auf Scipione politische Gefangene sowie italienische und ausländische Juden ein, die ihnen bei Razzien in der Provinz Parma in die Hände gefallen waren. Im Dezember 1943 wurden das Lager zum für die Provinz zuständigen Judenlager umfunktioniert. Im Juni 1944 diente es als Durchgangslager für Juden aus dem Lager in Roccatederighi in der Toskana, die für Fossoli bestimmt waren. Nach wiederholten Partisanenangriffen wurde es im September 1944 endgültig aufgelöst.

#### Restaurierung
Nachdem das Castello einige Jahre leer gestanden hatte, wurde es 1969 von dem dänischen Diplomaten Christian Frederik Per von Holstein erworben, der es seiner Frau Maria Luisa schenkte, einer geborenen Marchesa Pallavicini. In den folgenden Jahren begannen erste Restaurierungsarbeiten der Innenräume, die 2008 teilweise der Öffentlichkeit zugänglich gemacht wurden. Im Jahr 2011 ließen die Eigentümer weitere Restaurierungsarbeiten durchführen, und weitere Räume wurden für Besucher geöffnet sowie zwei Suiten zur Vermietung an Touristen ausgestattet. Das Projekt wurde von dem Architekten René von Holstein durchgeführt und erhielt 2010 einen Zuschuss aus dem Europäischen Fonds für regionale Entwicklung.

#### Tabuisierung der Geschichte
Laut einem Bericht in La Repubblica aus dem Jahr 2012 bestreiten die heutigen Besitzer des Schlosses die Nutzung des Castello als Internierungs- und Durchgangslager, obwohl die Erkenntnisse von Historikern eindeutig seien. Die Schlossbesitzer hätten 2009 Journalisten der RAI den Zutritt untersagt, als klar geworden sei, dass diese über die Funktion des Schlosses als Lager berichten wollten.